# Bilzen

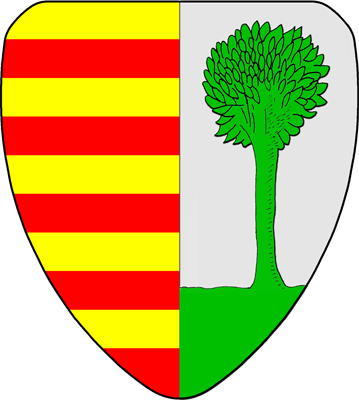
Bilzens vapen

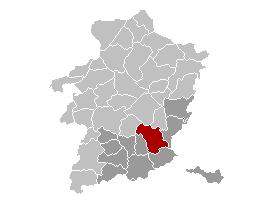
Bilzens läge inom provinsen Limburg

Bilzen är en stad och kommun i provinsen Limburg i nordöstra Belgien. Kommunen har cirka 30 000 invånare. Kommunen består, förutom av staden, av orterna Beverst, Eigenbilzen, Grote-Spouwen, Hees, Hoelbeek, Kleine-Spouwen, Martenslinde, Mopertingen, Munsterbilzen, Rijkhoven, Rosmeer och Waltwilder. Dessa sammanslogs till en kommun år 1977. 
I Rijkhoven ligger Alden Biesen, en lantegendom med slott som ursprungligen tillhörde Tyska orden.
Från Bilzen kommer bland andra politikern Camille Huysmans, sångerskan Lisa del Bo och tennisspelaren Kim Clijsters.